# Barbanera
Barbanera es un famoso almanaque italiano, impreso por primera vez en 1762 y todavía hoy publicado con periodicidad anual.

## El éxito a lo largo del tiempo
Por su popularidad, Barbanera es una referencia en los diccionarios más autorizados de italiano como sinónimo de almanaque.  Guía indispensable del tiempo religioso y civil para generaciones de italianos, ha desempeñado durante siglos la función de divulgación del saber técnico agrícola.
Gabriele D’Annunzio lo define “la flor de los tiempos y la sabiduría de las naciones”.

## Barbanera en la "Memoria del Mundo" Unesco
A través de la colección de almanaques conservada en la Fondazione Barbanera 1762, desde 2015 Barbanera pasó a formar parte del patrimonio de documentos de la humanidad registrados por la Unesco en el  Registro Memoria del Mundo «símbolo de un género literario que ayudó a crear la herencia cultural y de identidad de naciones enteras, hasta la llegada de formas más modernas de comunicación de masas».

## Bibliografìa
- Angelo Messini, Barbanera di Foligno e i suoi antenati, Feliciano Campitelli Editore, 1941
- Fondazione Barbanera 1762, Barbanera 1762, Editoriale Campi, 2012
- Elisa Marazzi, Sotto il segno di Barbanera. Continuità e trasformazioni di un almanacco tra XVIII e XXI secolo, Mimesis, 2018
- Massimo Rospocher, Jeroen Salman, Hannu Salmi, Crossing Borders, Crossing Cultures. Popular Print in Europe (1450–1900), De Gruyter, 2019